# Jacky Avril
Jacky Avril (Vierzon, Cher, 19 de julho de 1964) é um ex-canoísta francês especialista em provas de velocidade.

## Carreira
Foi vencedor da medalha de bronze em slalom C-1 em Barcelona 1992.